# Johann Balthasar Pott
Johann Balthasar Pott (* 1693/1694 in Bielefeld; † 7. Oktober 1751 in Hagen im Bremischen) war ein königlich großbritannischer und kurfürstlich braunschweigisch-lüneburgischer Amtmann in Hagen und Stotel.

## Leben
Pott stammte aus einer Bielefelder Beamtenfamilie und schrieb sich am 8. Mai 1713 als Student der Rechtswissenschaften in Halle ein. Am 24. Januar 1726 wurde er zum Amtmann in Stotel und Hagen ernannt und übernahm das Amt Stotel von dessen vorherigen Besitzern, den Hessen-Eschwegischen Erben am 16. Mai 1726. Er blieb bis zu seinem Tode 1751 im Amt, verstarb selben Jahres in Hagen und wurde in der Kirche in Uthlede am 16. Oktober 1751 begraben.

## Familie
Pott vermählte sich am 22. Oktober 1733 im Ratzeburger Dom mit Sophie Dorothea Gebhardi († vor 1746). Aus der Ehe ging wenigstens eine Tochter hervor:
- Johanne Dorothea Pott († 23. April 1804 in Wolfenbüttel); ⚭ 3. April 1761 im Ratzeburger Dom Otto Christoph Engelbrecht (* 5. Februar 1722 in Stolpe auf Usedom; † 14. Februar 1778 in Wolfenbüttel), fürstlich braunschweigischer Rat und Konsistorialrat, sowie Direktor der Armenanstalt in Wolfenbüttel[2]

Eine zweite Ehe schloss er am 14. Juni 1746 in Uthlede mit Trin Cathrin Risten.